# جزر الماجدلين
جزر الماجدلين (بالفرنسية:  les Îles de la Madeleine)‏ عبارة عن أرخبيل صغير في خليج سانت لورنس تبلغ مساحته 205.53 كيلومتر مربع (79.36 ميل2). إداريًا، تعتبر الجزر جزءًا من منطقة غاسبيز-دي-دو-لا-مادلين في مقاطعة كيبيك الكندية، ولكنها جغرافيًا أقرب إلى المقاطعات البحرية منها إلى شبه جزيرة غاسبيزيا في البر الرئيسي كيبيك.
تشكل الجزر أيضًا التكتل الحضري للجزر، والذي ينقسم إلى بلديات: ليججول دو لامادلين، والبلدية المركزية، وغروس إيل.

## جغرافية
هناك ثماني جزر رئيسية: أمهيرست، غراندي إنتري، غريندستون، غروس-إيل، هاوس هاربور، بوينت أو لوبس، إنتري آيلاند، وبريون، جميعها باستثناء بريون مأهولة. وهناك العديد من الجزر الصغيرة الأخرى التي تعتبر أيضًا جزءًا من الأرخبيل. كانت الأجزاء الداخلية من الجزر مغطاة بالكامل بغابات الصنوبر. توجد قبة ملحية قديمة تحت الأرخبيل.
يعتقد أن القباب الملحية القريبة هي مصادر للوقود الأحفوري. ويتم استخراج الملح الصخري في الجزر.

### التعرية
أشارت العديد من المقالات الإخبارية في عام 2019 إلى أن تآكل الخط الساحلي أصبح بالفعل قضية مهمة. وقد وجد الباحثون أن الكمية تضاعفت منذ عام 2005، وكان بالمتوسط نصف متر في السنة. كما سببت عاصفة رياح كبيرة في نوفمبر 2018 والعاصفة ما بعد الاستوائية دوريان التي ضربت الجزر في سبتمبر 2019، المزيد من تآكل الخط الساحلي.
وأشار تقرير واشنطن بوست في أواخر أكتوبر 2019 أيضًا إلى أن ارتفاع درجات الحرارة أدى إلى انخفاض الغطاء الجليدي على مر السنين، مما أدى إلى حماية أقل من العواصف الشتوية. «هذا الجليد كان يختفي... وقد تسبب ارتفاع مستوى سطح البحر في انهيار الجزر في البحر».

وقد وجد الباحثون أن ارتفاع مستوى سطح البحر كان تقريبًا ضعف المعدل العالمي وأن الجليد البحري يتقلص بنسبة 12٪ تقريبًا لكل عقد. قدم تقرير واشنطن بوست في نوفمبر 2019 هذه التفاصيل حول آثار التآكل:
 «فقدت بعض أجزاء الخط الساحلي ما يصل إلى 14 قدمًا سنويًا في البحر خلال العقد الماضي. تواجه الطرق الرئيسية خطر دائم من الفيضانات. كما يهدد ارتفاع المياه بتلوث طبقات المياه الجوفية المستخدمة لمياه الشرب، وقد تم نقل ما يقرب من اثني عشر منزلاً على الجزر، ويتوقع معظم الناس أن يرتفع هذا العدد».

## التاريخ
في عام 1534، كان المستكشف جاك كارتييه أول أوروبي معروف يزور الجزر. ومع ذلك، كان ميغماك يزور الجزر لمئات السنين، كجزء من هجرة الكفاف الموسمية،
تم تسمية الأرخبيل في عام 1663 من قبل فرانسوا دوبليت (1619 أو1620 - حوالي 1678)، رائد الجزيرة، بعد زوجته مادلين فونتين.
كانت الجزر تدار كجزء من مستعمرة نيوفاوندلاند البريطانية من 1763 إلى 1774، عندما أصبحت جزءًا من كيبيك بموجب قانون كيبيك.

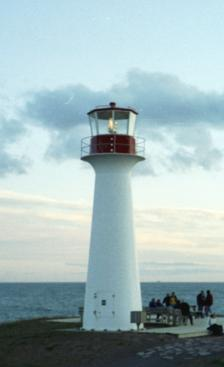
منارة في لي كابس

تحتوي الجزر على بعض أقدم مستوطنات الناطقين باللغة الإنجليزية في كيبيك. على الرغم من أن معظم الناطقين باللغة الإنجليزية قد تعايشوا لفترة طويلة مع السكان الناطقين بالفرنسية أو هاجروا إلى مكان آخر، توجد المستوطنات الناطقة باللغة الإنجليزية في Old Harry وGrosse-Ile وEntry Island.
تشتهر الجزر بمعسكر فرنسي للأطفال. تشمل الأنشطة مسابقات القلعة الرملية وليلة واحدة في الغابة، ولتحسين سلامة السفن، شيدت الحكومة المنارات على الجزر. تشير إلى القنوات الصالحة للملاحة وخفضت عدد حطام السفن، حيث تم العثور على العديد من الهياكل القديمة على الشواطئ وتحت المياه.
حتى القرن العشرين، كانت الجزر معزولة تمامًا خلال فصل الشتاء منذ أن جعل الجليد الثلجي الرحلة إلى البر الرئيسي غير سالكة بالقارب. لم يكن للجزر وسائل اتصال مع البر الرئيسي. تم تركيب كابل تحت الماء لتمكين الاتصال عن طريق التلغراف، ولكن في فصل الشتاء عام 1910، انكسر الكابل، وعُزلت الجزر مرة أخرى. أرسل السكان طلبًا عاجلاً للمساعدة إلى البر الرئيسي عن طريق كتابة الرسائل وإغلاقها داخل برميل الدبس، أو البانشون، الذي وضعوه في حالة تباطؤ. وصلت إلى الشاطئ في جزيرة كيب بريتون، حيث أخطر السكان حكومة الطوارئ. أرسلت الحكومة كاسحة الجليد للمساعدة.
في غضون بضع سنوات، قامت الحكومة ببناء محطات تلغراف لاسلكية جديدة على المجدلين للتأكد من أن لديهم اتصالات خلال فصل الشتاء. وأصبحت فاكهة البانشون مشهورة كرمز للبقاء، وتباع في كل المتاجر السياحية.
في وقت ما، تم العثور على قطعان كبيرة من حيوان الفظ بالقرب من الجزر، لكن الصيد المفرط سبب انقراضها في أواخر القرن الثامن عشر.

## المناخ
يختلف المناخ البحري لجزر الماجدلين اختلافاً ملحوظاً عن مناخ البر الرئيسي. تعمل الكتل المائية الضخمة التي تحيط بالأرخبيل على تخفيف الطقس وخلق ظروف أكثر اعتدالًا في كل موسم. في الجزر، يكون الشتاء معتدلًا، والربيع باردًا، والصيف به بعض موجات الحرارة، وعادة ما يكون الخريف دافئًا. تحتوي جزر الماجدلين على أقل كمية صقيع سنوية في كيبيك. تستمر نسائم الصيف الدافئة حتى شهر سبتمبر وأوائل أكتوبر في بعض الأحيان. ومع ذلك، في تصنيف مناخ كوبن، فإن مناخها مناخ رطب قاري لأن الشتاء في المتوسط أقل بكثير من التجمد بالمعايير البحرية. التأخر الموسمي قوي بسبب الماء المتجمد والوقت الذي يستغرقه تسخين الخليج مرة أخرى. أيضا، في فصل الشتاء، يتشكل الجليد البحري في بعض الأحيان، مما يعوق الاتصالات والأنشطة البحرية.
أعلى درجة حرارة سجلت على الإطلاق كانت 31.1 °م (88 °ف) في 31 يوليو 1949. بينما سجلت أدنى درجة حرارة على الإطلاق في 14 فبراير 1891 وكانت −27.2 °م (−17 °ف).
ارتفعت درجة حرارة جزر المجدلية 2.3 درجة مئوية منذ أواخر القرن التاسع عشر، وهو ضعف المتوسط العالمي. ونتيجة لذلك، يواجه السكان عددًا متزايدًا من المشاكل، حيث يؤدي تغير المناخ الشديد إلى تغيير الأرض والمياه المحيطة بهم. يتقلص الجليد البحري المستخدم في تغليف وحماية الجزر من معظم العواصف الشتوية بمعدل 555 ميل مربع سنويًا. تآكلت أجزاء من الخط الساحلي في البحر بمعدل يصل إلى 14 قدمًا في السنة على مدى عقد 2010. كما أن الطرق المهمة معرضة لخطر الانهيارات، والبنية التحتية الهامة، بما في ذلك المستشفى ومركز المدينة الواقعين بالقرب من المنحدرات المتدهورة. في الآونة الأخيرة، كان البحر يرتفع بمعدل 7 ملم لكل عقدة، مما يهدد بتلوث طبقات المياه الجوفية في المياه العذبة.

## السياحة

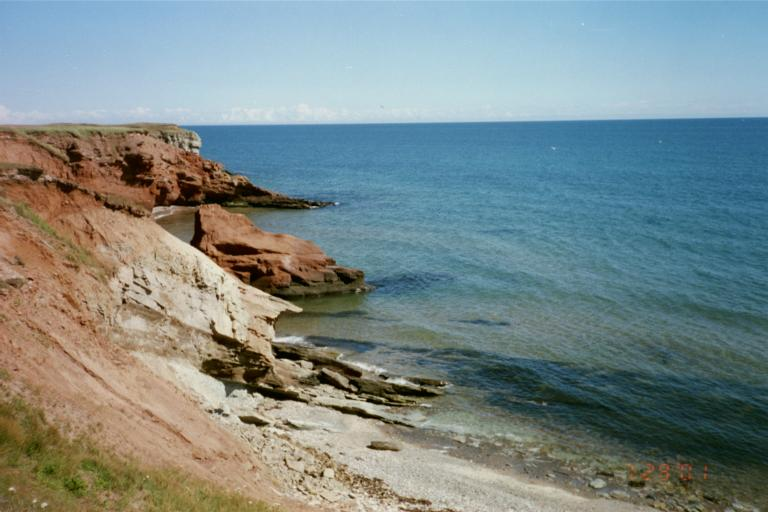
المنحدرات على طول شاطئ جزيرة غروس

تعتبر السياحة عاملا مهما في اقتصاد الجزر، التي لديها العديد من الشواطئ الرملية البيضاء ومنحدرات الحجر الرملي. والتي تعتبر حيث وجهة للتخييم، وركوب الدراجة الهوائية، والتجديف البحري، وركوب القوارب الشراعية.

## الصناعة
الجزيرة موطن لشركة الملح الكندية Seleine Mines، التي تنتج الملح للاستخدام في كيبك وكندا الأطلسية والساحل الشرقي للولايات المتحدة. تم افتتاح منجم الملح ومصنعه في عام 1982، ويقع في جروس-إيل ويستخرج الملح من منجم تحت الأرض 30 متر (98 قدم) أسفل بحيرة Grande-Entrée Lagoon. وتنتج مليون طن من الملح وتوظف 200 شخص.
على الرغم من أن الصيد مهنة تقليدية، إلا أن الكركند أصبح تجارة محلية أكثر ربحية. ولكن بسبب تغير المناخ الذي أدى إلى تسخين المياه المحيطة إلى حد ما، وبالتالي أدى إلى زيادة محاصيل جراد البحر، مما أثر على صيد الكركند.

## وسائل النقل
تدير جمعية النقل البحري والخطوط الجوية (Groupe CTMA) خدمة العبارات بين المحطات في Souris، جزيرة الأمير إدوارد، وCap-aux-Meules، في الجزر. تدير CTMA أيضًا خدمة العبارات البحرية الموسمية بين الجزر ومونتريال على البر الرئيسي كيبك. كما يوجد مطار جزر ماغدالين.

## أشهر الحوادث
تعد من أشهر الحوادث التي ارتبطت بجزر الماجدلين، تلك الحادثة التي ألمت بالسفينة ميركل في العام 1847، والتي كانت تحمل أسرا وعائلات قادمة من أيرلندا إلى كندا، والتي كتب على إثرها قبطان السفينة بعد أن نجا، رسالة تاريخية أشاد فيها بسكان الجزر الذين قاموا بإنقاذه هو و446 راكبا كانوا على متن سفينته، قبل أن يقوموا باستضافتهم وتقديم كل ما يلزمهم من طعام وشراب.[بحاجة لمصدر]
بينما شدد القبطان في تلك الرسالة أيضا، على أهمية وجود منارة بالجهة الشرقية من الجزر، لمساعدة السفن على معرفة الطريق وتجنب تلك الحوادث.[بحاجة لمصدر]
الجدير بالذكر، أن تلك الرسالة لم تكن الأولى من نوعها، حيث سبقها بنحو 20 عاما، وبالتحديد سنة 1828، رسالة أخرى بعث بها قبطان آخر لمسئولي البحرية البريطانية، وهي الرسالة التي حملت تقريبا نفس الشكوى، من عدم وجود منارة لإدراك المسار الصحيح.[بحاجة لمصدر]

## ست منارات
اليوم، لم تصبح هناك منارة واحدة وحسب في تلك الجزر بل ست، لمنع حدوث تلك الأمور المروعة، والتي ظلت آثارها واضحة على ساحل الجزر.
فحتى الآن تظهر على شاطئ جزيرة كورفو إحدى السفن المحطمة منذ سنة 1963، والتي أخذت منها ومن مثيلاتها من السفن، بعض الأخشاب لصناعة المنازل الموجودة الآن بجزر الماجدلين، حيث يشار إلى أن إحدى أقدم الكنائس الموجودة هناك منذ 100 عام، قد بنيت كذلك بواسطة تلك الأخشاب.[بحاجة لمصدر]
الآن، يتحدث غالبية سكان الجزر بالفرنسية، بينما لا يتحدث الإنجليزية إلا 550 فردا فقط، جاءوا من إنجلترا وأيرلندا، واسكتلندا، يعيشون في عزلة عن بقية السكان، في الجزر التي تسببت مياهها في حوادث تحطم سفنهم من قبل، وكذلك الجزر التي آوتهم وأنقذت حياتهم من بعد.[بحاجة لمصدر]